# Maripol
Maripol, née le 4 juin 1945 à Plurien dans les Côtes-du-Nord, est une chanteuse française de culture bretonne et artiste peintre inspirée, tout comme dans ses chansons, par la nature, la mer, les femmes, la culture celtique… Chanteuse engagée dans les années 1970 pour la Bretagne, Maripol a permis à travers sa présence vocale et sa musique folk de partager des thèmes qui lui tiennent à cœur. Attachée au partage du patrimoine de Haute-Bretagne, elle le valorise et est nommée en 2002 Chevalier des Arts et des Lettres.

## Biographie
Maripol est influencée dans sa jeunesse par son environnement (famille, cadre de vie, nature féconde pour l'esprit à Fréhel). Sa grand-mère, femme très mystique et visionnaire, a transmis sa façon de vivre, de raisonner, d'envisager et d'interpréter les évènements à Maripol. Celle-ci a su s'ouvrir à son tour et matérialiser sa compréhension de cet héritage en microsillon. L'église lui permet de chanter et de découvrir un univers mystérieux. Au lycée Ernest Renan de Saint-Brieuc, la micro-société qu'elle découvre lui donne une soif de justice et de liberté, qu'elle commence à exprimer en vers. Puis elle fait divers métiers tout en conservant la frénésie de l'écriture, qu'elle marie bientôt avec une grande attirance pour la musique.
Le déclic se produit à l'occasion d'une rencontre dans un bal avec le guitariste J.P. Lécuyer. Avec l'arrivée d'Alain Métrope, ils répètent à Saint-Malo et elle se laisse séduire par le folk anglo-saxon. Sa renaissance par la prise de conscience de son identité vient de sa rencontre avec Glenmor lorsqu'elle va chanter à Locquirec. Dans le cabaret "Les Templiers" de Guy Monfaur à Dinan où elle a débuté, elle retrouve le lendemain Glenmor accompagné de Michel Fontayne et Alan Cochevelou, futur Stivell, qui joue de la harpe celtique et chante quelques chansons. Cette rencontre est pour elle un deuxième choc, car elle découvre quelle aurait dû être sa culture durant ces années où elle a subi plus qu'accepté un corps étranger.
À Paris, dans une ville où elle se sent étrangère, elle fréquente assidument les Hootenannies, scènes ouvertes du mardi au Centre américain, en 1967-68. Malgré les conditions de chant difficiles et sans pouvoir manger à sa faim, elle multiplie les expériences pour avancer et faire vivre et entendre une culture. Elle trouve écho du même idéal intellectuel et politique dans les quartiers bretons. Chanteuse, Maripol fut avec Glenmor et Alan Stivell à l’origine du renouveau de la culture bretonne, ferraillant sans relâche à Paris accompagnée par le guitariste Bernard Benoit : ils se sont connus adolescents dans la région de Fréhel où il passait ses vacances. Sa rencontre avec Eddie Barclay et le label Travel Music l'angoisse à l'idée d'être une marchandise dont chacun essaie de tirer profit. Lionel Rocheman la remarque sur scène et lui propose de se faire auditionner au Chant du Monde en 1967. Le contrat est signé immédiatement, et l'enregistrement démarre un mois plus tard.
Après être rentrée au pays en 1968, qui connaît un arrêt sur le plan économique au profit des idées pas clair, ce n'est qu'en février 1969 que paraît son premier 33 tours, Maripol chante sa Bretagne et la mer chez Le Chant du Monde. Il est bien accueilli par la presse spécialisée et crée une petite sensation dans le public folk. Il est réédité en 1973 sous le titre Mère noire. La matière de ce disque provient pour un tiers environ de chants traditionnels bretons qu’elle a arrangés et pour le reste des compositions de Maripol et Louis Le Cunff. Les paroles font état d’une rêverie poétique influencée par la mer, le vent et la nature sauvage de la Bretagne, mais aussi par la solitude des femmes de marins et l’exode des travailleurs vers les villes. Les accompagnements de ses amis musiciens rencontrés au Centre Américain, réunis sous le nom de An Triskell eus Ti ar yaouankiz (avec Bernard Benoît à la guitare, Steve Waring au banjo, Alan Stivell à la harpe celtique ), étaient assez sophistiqués.
Elle part au contact du public chanter un peu partout en Bretagne, dans les fêtes populaires, les festivals folk, les MJC, les foyers de jeunes travailleurs… Elle se produit au festival international des variétés de Rennes qui lui donne un vrai public et le prix de la Ville.
Dans les Côtes-du-Nord, elle rencontre le jeune Dinannais Jean-Paul Graffard et ils vivent ensemble. Jean-Paul parti au service militaire, elle lâche prise à cause deconditions de vie très précaires, qui affectent sa santé. Jean-Paul Graffard revient. Il est employé en banque et le couple, qui doit abandonner le spectacle, s'installe à Lehon puis se marie. De nouveaux horizons s'ouvrent avec la naissance de leur fils Gweirydd. Elle enregistre chez Kelenn Le pays d’où je viens, 33 cm présentant un enracinement plus proche du quotidien breton et une certaine évolution musicale. En 1973, elle se produit sur la scène de l'Olympia à Paris. Depuis 1973, Maripol ne cesse de travailler avec son mari. Leurs compositions connaissent le succès en France où certaines antennes nationales passent leurs chansons, en Belgique ainsi qu'à travers l’Europe (Allemagne, Suisse, Luxembourg, Portugal, Irlande, Suède) et sont soutenues par la presse spécialisée et régionale.
En difficultés avec Kelenn, c’est de nouveau au Chant du Monde qu’elle enregistre ses deux albums suivants, avec le concours de son mari. Prolongeant l’aspect de révolte rencontré précédemment, plusieurs textes dans Les éthers bleutés (appelé aussi Les oiseaux) font référence au chômage, au vieillissement d’un pays, à l’évocation aussi de l'Irlande et de la guerre et même à l’information la plus brûlante pour la Bretagne en cette période (1975) : les détenus politiques qui attendent leur procès. Le passage de Thierry Jeffroy marque la musique du couple par les rythmes et les sons plus électrifiés. Le 45 tours Trevena Song est plus une carte postale sonore. À Plurien, Maripol se sent plus entourée, avec l'arrivée de Paris en 1976 de son frère, peintre calligraphe qui s'installe près d'un couple d'artisans.
Maripol est toujours ouverte au quotidien et à la vision celtique de la vie. L'écriture de l'album suivant est peut-être plus riche et plus diversifiée. Fin 1978, certainement l'une de ses plus belles chansons, Femme de sable et d’eau se fait très personnel et plus sombre avec un chant et des mélodies travaillées : la chanson-titre traite du décès accidentel de sa jeune belle-sœur, C’est étrange évoque la mort à travers le cercueil d’un inconnu entreposé une nuit dans la mairie-école (Maripol habitant à l’étage au-dessus) et avec Où sont nos oiseaux ? une autre mort est en cause, celle de la mer et de ses habitants après la marée noire de l'Amoco Cadiz.
À la suite de différents problèmes, Maripol fut contrainte d’arrêter la chanson. Elle se consacre à la peinture (Médaille de bronze à Dallas (Texas) pour la "mort cosmique"), à l’écriture et avec Jean-Paul à la valorisation de l’imaginaire et des traditions populaires de Haute Bretagne. En 2002, elle est nommée Chevalier des Arts et des Lettres.
Elle réalise en 1990 De Graff, une cassette de 9 titres. Son nouvel album, Bleu océan, sort en 2012.

## Discographie
- 1969 : Chante sa Bretagne et la mer (Le Chant du Monde, réed. Mère Noire)
- 1973 : Le pays d'où je viens (Kelenn)
- 1975 : Les éthers bleutés (Le Chant du Monde)
- 1978 : Femme de sable et d'eau (Le Chant du Monde)
- 1990 : De Graff (réed. CD remasterisé Parenthèse pop rock en 2012)
- 2012 : Bleu d'océan

### Compilations et collectors
- 2002 : Ses plus beaux chants (19 titres, Kerig)
- Les univers du vent (collector)